# Regione di Toowoomba
La regione di Toowoomba è una Local Government Area che si trova nel Queensland. Essa si estende su una superficie di 12.973 chilometri quadrati e ha una popolazione di 151.189 abitanti. La sede del consiglio si trova a Toowoomba.